# 沈同一
沈同一（1889年—1966年10月25日），名维祯，字同一，江苏崇明（今上海）人，教育家。

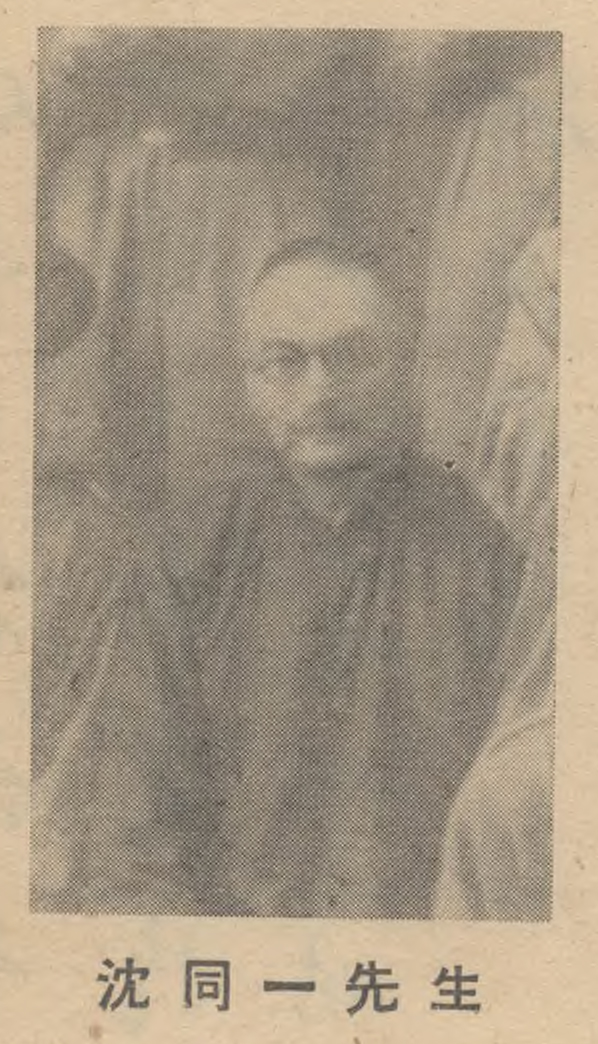

## 生平
1910年自江苏省立龙门师范学校毕业后，赴南洋公学附属高等小学任体操、手工、地理教员。1915年南洋附小成立童子军后任教练，后又任童子军团团长。此后还曾任上海童子军总教练，前往丹麦哥本哈根出席第一届世界童子军大会。1927年南洋附小与初中改组成立私立南洋模范中小学后任校长，在职时间长达39年（直至1966年逝世为止）。中华人民共和国成立后，他于1951年加入中国民主促进会，并当选民进中央候补委员。他还是上海市第一至五届人大代表。1966年逝世。